# Basso ostinato
Ба́ссо остина́то (итал. basso ostinato, букв. — упорный бас), также остинатный бас в многоголосной музыке — повторяющаяся в нижнем голосе мелодико-ритмическая фигура, на фоне которой обновляются верхние голоса. В технике музыкальной композиции — наиболее распространённый случай остинато.

## Термин
Термин basso ostinato предполагает неизменно повторяющийся бас, один голос полифонической или гомофонной композиции. Однако, значение понятия в музыке шире непосредственных коннотаций этого термина. В большинстве композиций тонального периода, основанных на технике basso ostinato, возобновляется не столько бас (фигура которого может быть нестабильна, особенно в старинных формах на basso ostinato), сколько гармоническая модель (схема последования гармоний). Таким образом, в тональной музыке мелодические, ритмические, фактурные и др. вариации пишутся не на бас как таковой, а на ту или иную стабильную гармоническую модель.
В посттональной музыке XX—XXI веков basso ostinato необязательно связан с повторением гармонической формулы. По отношению к такой музыке термин используется в прямом значении — стабильно («упорно») возобновляется только бас, все остальные категории музыкальной композиции кроме формы (гармония, ритм, фактура и т.д.) мобильны.
Basso ostinato не следует путать с органным пунктом (тянущийся в басовом голосе тон).

## Basso ostinato в истории музыки
Появление basso ostinato как техники музыкальной композиции напрямую связано с рождением гармонической (мажорно-минорной) тональности. В эпоху Возрождения, когда начали стабилизироваться характерные гармонические обороты, использующие акустически наиболее сильное, кварто-квинтовое, родство фундаменатальных тонов, появились и первые «басо-гармонические» формулы. Такие формулы распространились в Италии и Испании XVI века (особенно в инструментальной музыке) и получили известность под различными названиями: пассамеццо, романеска, фолия, Руджеро и др. В Британии аналогичная техника вошла в обиход под названием граунда (от англ. ground основа, основание). В эпоху барокко широкое распространение получили основанные на том же принципе пассакалия и чакона. В эпоху венской классики и в эпоху романтизма примеры basso ostinato единичны. Basso ostinato (отчасти в связи с возрождением интереса к старинной, преимущественно ренессансной и барочной, музыке) вновь вошёл в арсенал техники музыкальной композиции в XX веке.
Некоторые примеры сочинений, использующих технику basso ostinato:
- К. Монтеверди. Мадригал «Zefiro torna» (чакона из Девятой книги мадригалов);
- Аноним. Пассакалья о жизни (другие названия: «Человек исчезает, как тень», Passacaglia della vita, «Homo fugit velut umbra»). Приписывается Стефано Ланди;
- Г. Пёрселл. Дидона и Эней (ария Дидоны);
- И. С. Бах. Пассакалия c-moll, BWV 582; Месса h-moll (Crucifixus);
- Л. ван Бетховен. 32 вариации для фп. c-moll, WoO 80;
- И.Брамс. Симфония № 4 (финал);
- А. С. Аренский. Сюита № 1 для оркестра, op. 7 (часть III);
- С. И. Танеев. Фортепианный квинтет g-moll (часть III);
- А. Веберн. Пассакалия для оркестра, op.1;
- А. Берг. Воццек: Пассакалия Доктора (четвёртая картина первого действия);
- И. Ф. Стравинский. Симфония псалмов (кода финала);
- Т. Н. Хренников. Концерт для виолончели с оркестром № 1 C-dur (I часть — Прелюдия)
- Д. Д. Шостакович. Фортепианное трио, op. 67 (III ч.); Восьмая симфония (IV часть);
- Р. К. Щедрин. Бассо остинато, для фп.